# 平行運動機構

平行運動機構のアニメーション

平行運動機構（へいこううんどうきこう 英: Parallel motion linkage）は、1784年にスコットランドの技術者であるジェームズ・ワットが複動式蒸気機関のために発明したリンク機構である。
運動を、上下に往復するロッド（棒）から円弧を描くビーム（梁）に、横方向に大きな負荷をかけることなく伝達できる。

## 概要

ニューコメンによる機関

トーマス・ニューコメンとワットによって構築された以前のエンジンでは、動力ストローク中にピストンが鎖でビームの一方の端を下方に引き、回復ストローク中にポンプの重みが同様にもう一方の端を下方に引くという、交互の作用でビームを動かしていた。ワットの新しい複動式エンジンでは、ピストンが上方・下方のどちらのストロークでも動力を生成したため、ビームに力を伝達することに、鎖の使用はできなかった。そこでワットは、ピストンロッドが垂直のままで、両方向に力を伝達する平行運動機構を設計した。ワットが「平行運動」と呼んだのは、ピストンロッドとポンプロッドが垂直で平行に動く必要があったためである。

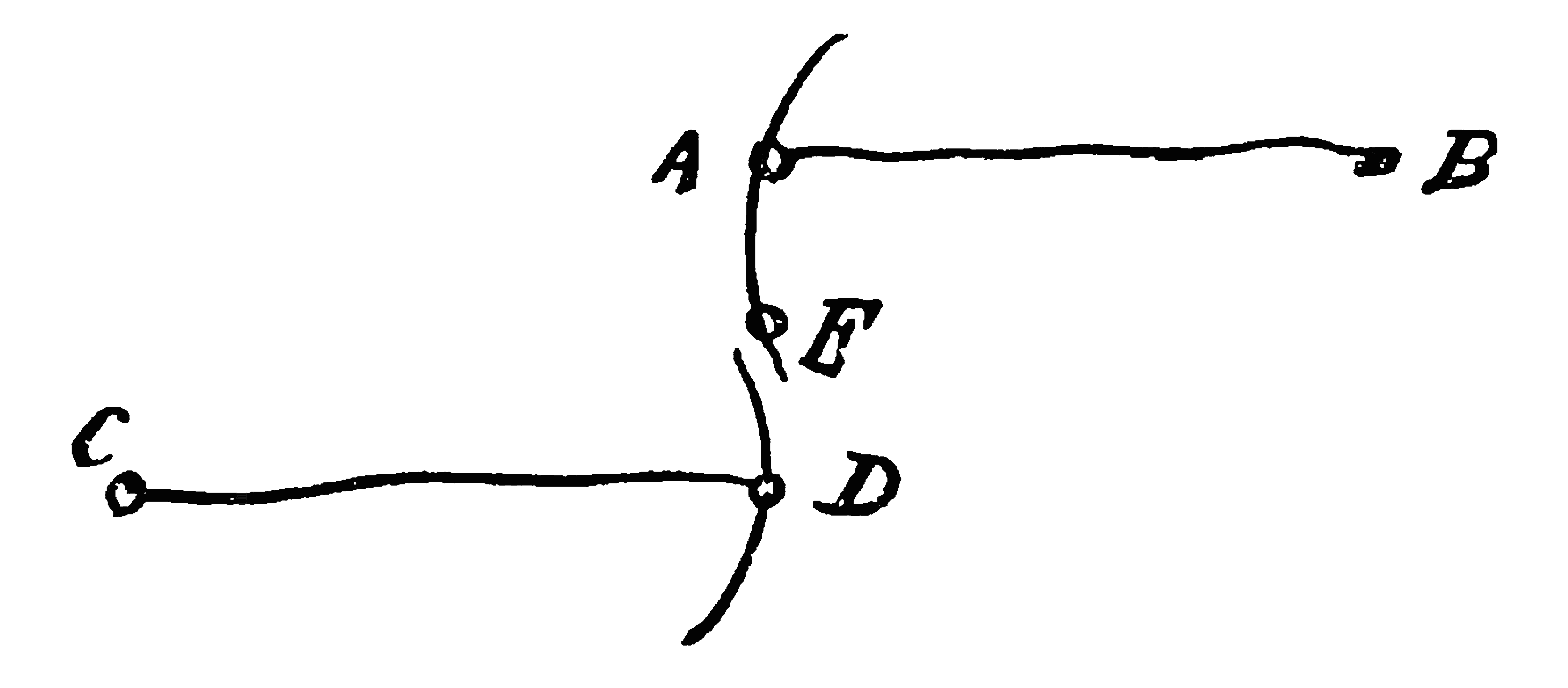
息子へ宛てた手紙の中の手描きの図

ワットは1808年の息子に宛てた手紙で、どのようにして設計にたどり着いたのかを説明し、「これまでのどの発明よりも誇りに思う」と記している。手紙でのスケッチは、今ではワットリンク機構と呼ばれ、ワットの1784年の特許にも記載されたものであるが、すぐに平行運動機構が使われることとなった。
ワットリンク機構との違いは、パンタグラフが設計に組み込まれている点である。基本原理には影響しないが、機構がよりコンパクトになるため、エンジンのある建物を小さくすることができる。
ニューコメンによるエンジンのピストンは気圧によって下降し、熱せられた蒸気によって上昇した。ワットの装置により、蒸気をピストンの両側で直接作業に使用できるため、出力がほぼ2倍になり、サイクル全体で動力がより均等に供給される。これは、往復運動をクランクや太陽歯車・遊星歯車を通じて回転運動に変換する場合の利点である。

## 動作原理

### 構造

平行運動機構の概略図: AとGは固定ヒンジジョイントだが、 Fはジョイントではなくレムニスケートに続くリンク上の点を示す。Fの動きは平行四辺形BCDEによってDに拡大される。

図を用いて説明する。Aはジョイント（軸受）で、これを中心にしてビームKACが動く。Hはピストンで、垂直方向にのみ移動する。設計の中心は、ワットリンク機構をつくるAB・BE・EGと、枠上のジョイントになっているベースリンクAGである。ビームが動くと、Fは空中で細長い8の字を描く（レムニスケートを参照）。ビームの動きは小さな角度に制限されているため、Fの軌道は垂直の直線に非常に近い、8の字の一部になる。 8の字はABとEG長さが等しければ対称であり、BF:FEとAB:EGの比が等しいときに最も直線に近づく。Fの振れ幅をSとすると、BEが約2/3S、ABが1.5Sのときに、直線区域が最も長くなる。

### 応用
Fを直接ピストンロッドに接続することも可能だが、そうするとGとビームに距離ができて、機械は扱いにくい形状になる。これを避けるため、ワットは平行四辺形BCDEを追加してパンタグラフを作成した。これによりFが常にAとDを結ぶ直線上にあり、DがFの動きを拡大することになる。DにピストンロッドDHを接続するのはそのためである。パンタグラフを追加することで機構が短くなる。
上述のとおり、Fの経路は完全な直線ではない。ワットの設計では、直線から4000分の1の偏差が生じた。その後19世紀には、1864年のポーセリエ・リプキンリンク機構などの完全な直線を実現したリンク機構が発明された。

## ギャラリー

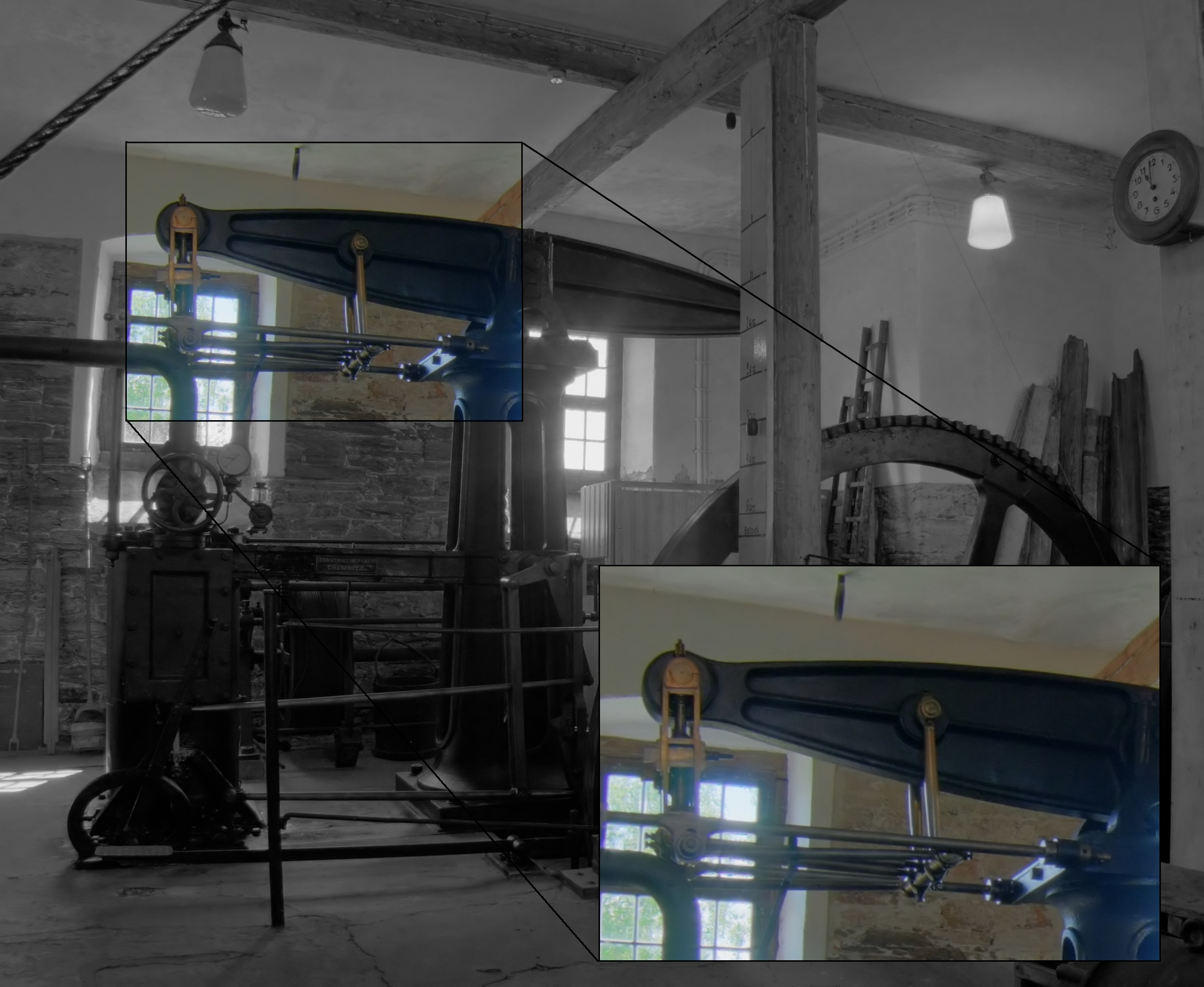
ポンプエンジンでの平行運動機構
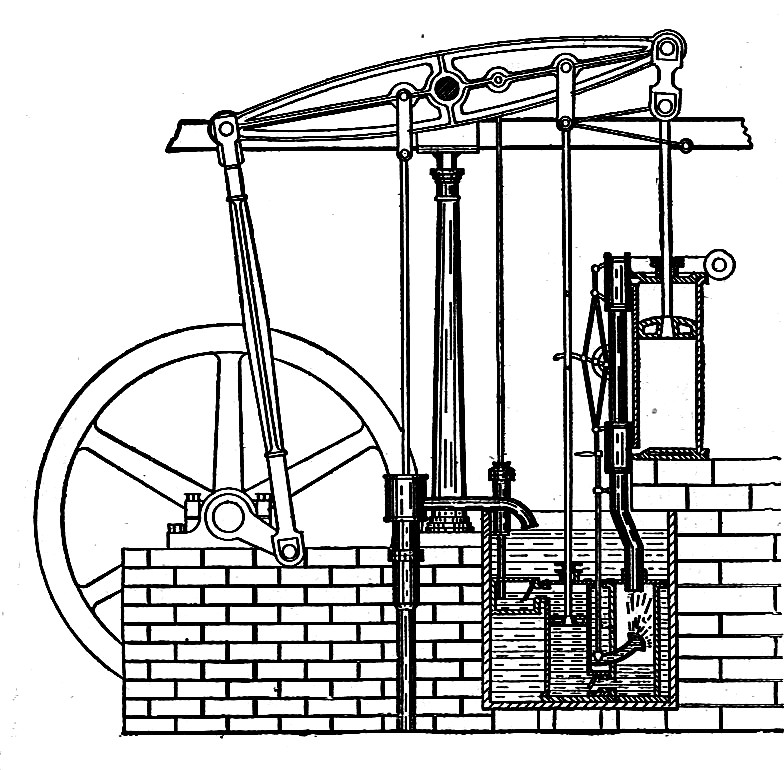
ワットの蒸気機関の図
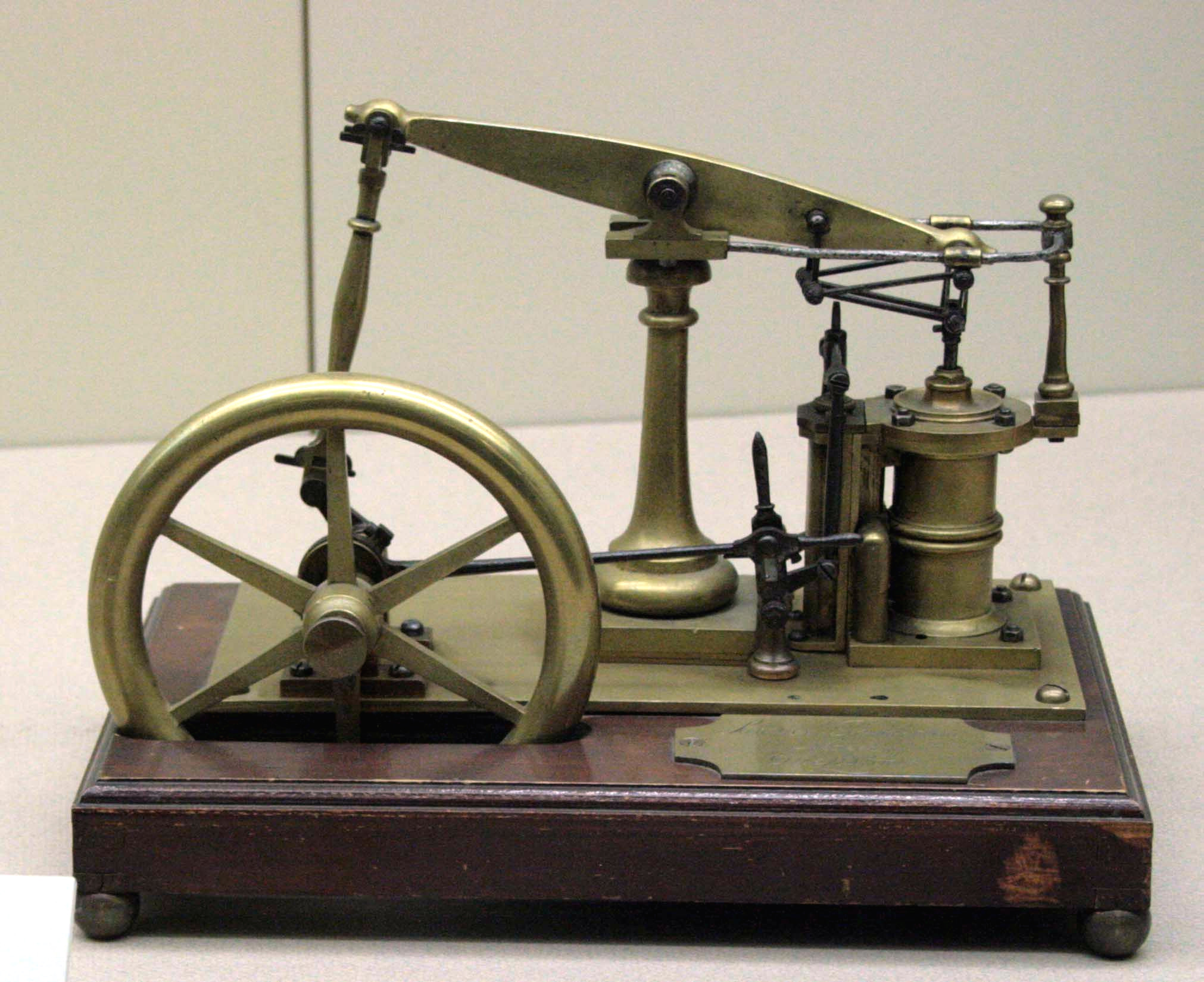
エンジンのモデル